# 2025년 휴가나다 지진
2025년 휴가나다 지진(일본어: 2025年日向灘地震)은 2025년 1월 13일 일본 휴가나다에서 일어난 지진이다. 규모는 Mj6.6이며 최대진도는 일본 기상청 진도 계급 기준 5약을 관측했다. 지진의 진앙은 난카이 해곡의 Z해분(휴가나다 해분) 구역에서 일어났으며 지진의 발생 유형은 역단층형 지진이다.
이 지진으로 일본 규슈, 시코쿠, 주코쿠 중서부 지방 여러 지역에서 흔들림이 느껴졌으며 총 3명의 부상자가 발생했다. 일본 기상청은 난카이 해곡 거대지진과 관련이 있는지 조사하는 난카이 해곡 지진 관련 정보를 "조사중"으로 발표했다 규모가 기준 이하로 확인되어 별 다른 발표 없이 조사가 종료되었다. 이번 지진은 2024년 휴가나다 지진의 여진으로 추정된다.

## 지질학적 환경
휴가나다 해역은 활발한 활동을 보이는 섭입대인 난카이 해곡 서남쪽 끄트머리에 있다. 난카이 해곡은 필리핀해판이 유라시아판 아래로 섭입하는 판의 경계이다. 휴가나다 해역은 정기적으로 큰 규모의 지진이 발생했는데 1662년 Mw7.9, 1941년 Mw8.0, 1961년 Mw7.5, 1968년 Mw7.5, 1996년 Mw6.6, Mw6.7 두 차례 등 여러 번 발생했다. 이렇게 휴가나다에서 발생하는 지진을 통틀어 휴가나다 지진이라고 부르는데, 발생하는 지진의 규모에 따라 주기가 긴 M7.6급 지진과 주기가 짧은 M7.0-7.2 지진 2가지로 나눌 수 있다. 두 가지 휴가나다 지진 중 M7.6급 대주기 지진은 약 200년 간격으로 오는 것으로 추정되며 17세기 이후 1662년 M7.6 지진과 1968년 M7.5 지진 2차례 발생하여 모두 쓰나미 피해를 일으켰다. 또한 M7.0-7.2급 소주기 지진은 약 20-27년 간격으로 오는 것으로 추정되며 1923년 이후 1931년 M7.1 지진, 1941년 M7.2 지진, 1961년 M7.0 3차례 지진 및 1984년 M7.1 4차례 지진이 발생하여 큰 인명피해를 일으켰다. 두 종류의 지진을 합칠 경우 십수년에서 수십 년에 한번 꼴로 휴가나다 지진이 일어나고 있다. 2024년 휴가나다 지진의 경우 소주기 지진에 해당한다. 휴가나다 지역 단독으로 규모 M8 이상의 거대지진이 일어난 적은 없었으나, 진원역 동쪽의 난카이 지진 등과 연동하여 동시에 M8 규모의 연동형 지진이 일어날 수도 있다는 주장도 있다. 예를 들어 도카이·도난카이·난카이 지진이 한꺼번에 연동되었던 1707년 호에이 지진의 경우에는 휴가나다 지진도 연동되어 일어났었다는 가설도 존재한다. 특히 2011년 도호쿠 지방 태평양 해역 지진이 일어난 이후 이런 연동형지진이 발생할 수 있다는 우려가 더 많아졌다.
휴가나다는 동북쪽의 강한 결합력을 가진 난카이 해곡과 서남쪽의 약한 결합력을 가진 류큐 해구 사이 일종의 전이지대로 해석된다. 1968년과 1996년 지진은 판 경계에서 발생한 섭입대의 지진이다. 2016년 구마모토 지진은 이번 2024년 휴가나다 지진의 진앙에서 서북쪽으로 약 140 km 떨어진 곳에서 발생했다. 휴가나다 해저 약 2 km 아래 얕은 섭입대 경계 부근에서는 저주파 지진이 자주 발생한다. 규슈 동해안 아래 섭입대 더 깊은 지역에서는 1996년에서 2017년 사이 슬로우 슬립 현상도 관측되었다.

## 지진
일본 기상청은 2025년 1월 13일 오후 9시 19분에 일본 미야자키현의 동쪽 해역인 휴가나다에서 진원 깊이 약 30㎞의 모멘트 규모 6.9 지진이 발생했다고 밝혔다. 21시 55분에는 미야자키현과 고치현에 쓰나미주의보를 발표했다. 미야자키현 미야자키시와 신토미초, 다카나베초에는 진도5약이 관측됐다.

## 진도
아래는 일본 기상청 진도 계급 기준 4이상을 관측한 지역의 목록이다.
| 진도 | 도도부현   | 시정촌 |
| ---- | ---------- | --- |
| 5약  | 미야자키현 | 미야자키시 다카나베정 신토미정 |
| 4    | 후쿠오카현 | 구루메시 |
| 4    | 사가현     | 간자키시 시로이시정 |
| 4    | 구마모토현 | 구마모토시(미나미구 기타구) 야쓰시로시 히토요시시 기쿠치시 우토시 우키시 아소시 고시시 미사토정 우부야마촌 다카모리정 니시하라촌 미나미아소촌 히카와정 아시키타정 다라기정 아사기리정 |
| 4    | 오이타현   | 오이타시 사이키시 우스키시 다케타시 |
| 4    | 미야자키현 | 미야코노조시 노베오카시 니치난시 고바야시시 구시마시 사이토시 에비노시 미마타정 다카하루정 구니토미정 아야정 기조정 가와미나미정 쓰노정 가도가와정 미사토정 다카치호정                |
| 4    | 가고시마현 | 가고시마시 가노야시 다루미즈시 소오시 기리시마시 이치키쿠시키노시 미나미사쓰마시 이사시 아이라시 오사키정 히가시쿠시라정 기모쓰키정                                                   |

## 영향
가고시마현 아이라시, 미야자키현 미야자키시, 오이타현 사이키시에서 총 3명의 부상자가 발생했다. 미야자키현에서는 수도관과 도로가 파손되는 피해가 있었으며 최대 20 cm의 쓰나미가 관측되었다.

## 같이 보기
- 휴가나다 지진